# Melanoptilon racilia
Melanoptilon racilia är en fjärilsart som beskrevs av Druce 1899. Melanoptilon racilia ingår i släktet Melanoptilon och familjen mätare. Inga underarter finns listade i Catalogue of Life.